# Carpias brachydactylus
Carpias brachydactylus är en kräftdjursart som först beskrevs av Pires 1982.  Carpias brachydactylus ingår i släktet Carpias och familjen Janiridae. Inga underarter finns listade i Catalogue of Life.